# Ałtaj

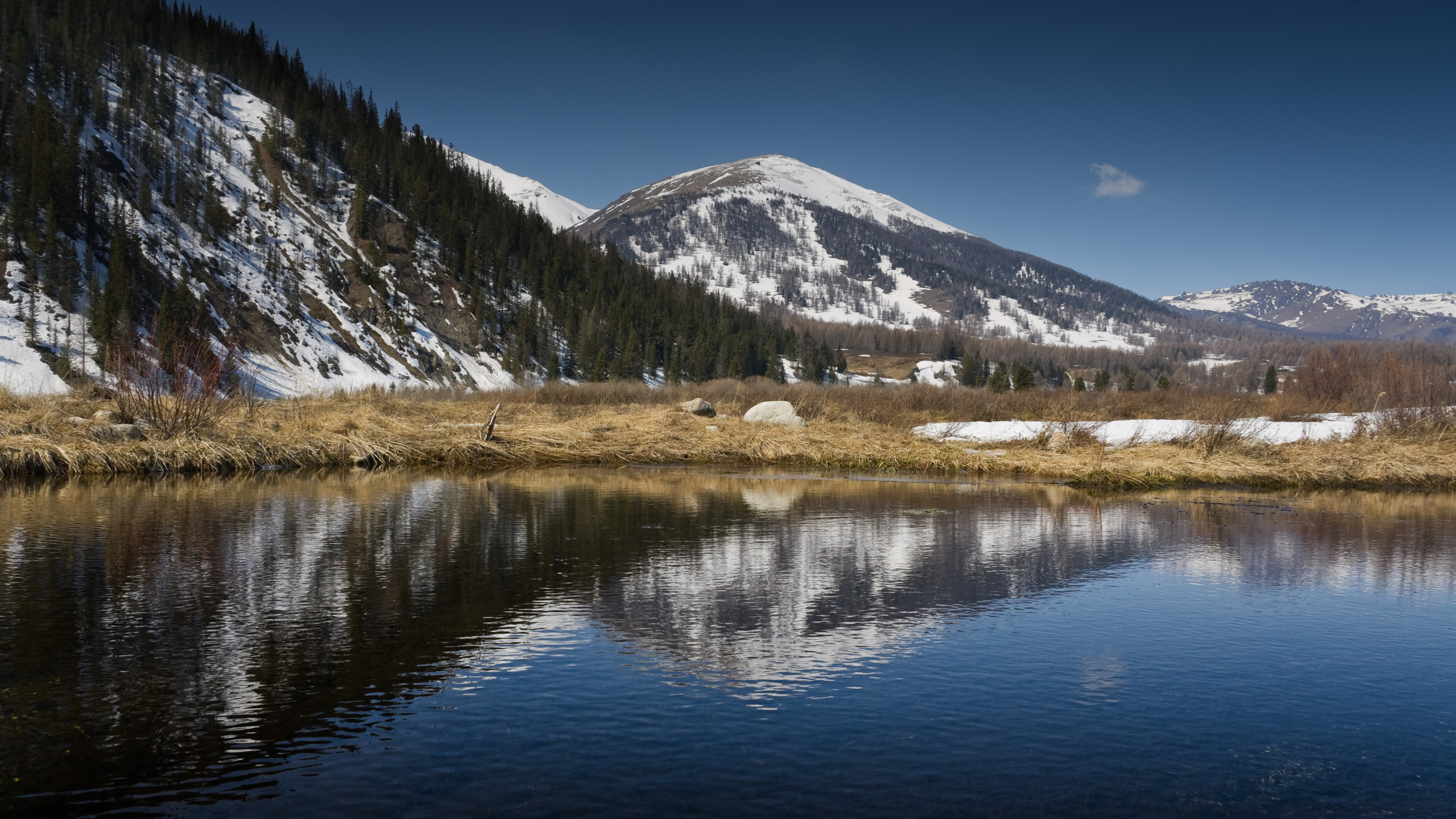
Ałtaj w Kazachstanie

Ałtaj (ros. Алтай; kaz. Алтай; mong. Алтайн нуруу, Altajn nuruu; chiń. upr. 阿尔泰山脉; pinyin Ā’ěrtài Shānmài) – łańcuch górski w Azji Środkowej, na terytorium Rosji, Kazachstanu, Chin i Mongolii. Rozciąga się na długości ponad 2000 km od równin pustyni Gobi ku północnemu zachodowi, rozszerzając się w części zachodniej. 

## Nazwa
Nazwa gór pochodzi z języka mongolskiego od słowa „altan” (złoto) i formantu zaimkowego (–taj) – Altantaj, Alttaj, Altaj: „złotodajny”, „tam gdzie jest złoto”; nazwa mongolska została zapożyczona do języka chińskiego (阿尔泰山脉, Ā’ěrtài Shānmài). Rozpowszechniona jest również opinia o pochodzeniu nazwy z języków tureckich („alatau” – „pstre góry”), gdyż szczyty gór stanowią kompozycję białych lodowców, czarnych osypisk, zielonych łąk oraz szarych skał granitowych. Dawniej panowała opinia o pochodzeniu nazwy z tureckiego („al” – „wysoka” i „taj” – „góra”), ale współczesne badania odrzucają tę wersję.

## Podział
Ałtaj dzieli się na trzy części:
- Ałtaj właściwy (wysoki) – część północno-zachodnia rozczłonkowana na nieregularne pasma o układzie palczastym (Ałtaj Południowy, Góry Kałbińskie, Góry Katuńskie, Ülby, Sajlugem, Góry Czujskie, Góry Kurajskie, Iołgo i inne) poprzedzielane kotlinami śródgórskimi (m.in. Step Czujski) i dolinami rzek. Wznosi się średnio na wysokość 3,5–4 tys. m n.p.m., a najwyższe pasma mają rzeźbę alpejską. Najwyższy szczyt, Biełucha, osiąga wysokość 4506 m n.p.m.
- Ałtaj Mongolski – część środkowa, złożona z równoległych pasm obniżających się ku południowemu wschodowi i przechodzących w słabo rozczłonkowany i na ogół niski Ałtaj Gobijski. Wznosi się średnio na wysokość 2–4 tys. m n.p.m. Najwyższy szczyt, Chujten, osiąga wysokość 4374 m n.p.m.
- Ałtaj Gobijski – część wschodnia. Najwyższe partie posiadają rzeźbę alpejską, w niższym przeważają niewysokie, płaskie grzbiety o stromych stokach, pociętych wąwozami. Najwyższy szczyt, Ich Bogd uul, osiąga wysokość 3957 m n.p.m.

## Geologia
Ałtaj powstał w wyniku ruchów górotwórczych kaledońskich (część zachodnia – Ałtaj właściwy) i hercyńskich (część wschodnia – Ałtaj Mongolski i Gobijski). W następnych okresach dzięki procesom denudacyjnym powierzchnia została silnie zrównana. Odmłodzenie rzeźby nastąpiło dzięki wypiętrzeniu blokowemu w orogenezie alpejskiej oraz zlodowaceniu plejstoceńskiemu i silnej erozji. Góry zbudowane są z silnie sfałdowanych i zmetamorfizowanych skał krystalicznych (gnejsy, granitognejsy, łupki krystaliczne) i osadowych (skały węglanowe) oraz skał magmowych (wulkanity – lawy, tufy, brekcje wulkaniczne), tworzących się od proterozoiku po karbon, poprzecinanych intruzjami skał krystalicznych. W zapadliskach śródgórskich występują górnopaleozoiczne i dolnomezozoiczne utwory węglonośne oraz trzeciorzędowe skały osadowe.
W Ałtaju, zwłaszcza w Ałtaju Kruszcowym, występują liczne bogactwa mineralne: rudy cynku, ołowiu, rtęci, żelaza, miedzi, złota, metali rzadkich, a także węgla kamiennego.

## Klimat i przyroda
Ałtaj leży w klimacie umiarkowanym chłodnym kontynentalnym, który jest dość surowy i cechuje się dużymi kontrastami termicznymi i opadowymi; występują mroźne zimy i krótkie, chłodne lata. Część wysokogórska (powyżej 1700–2400 m n.p.m.) pokryta jest łąkami i górską tundrą, niżej występują bogate lasy (około 70% powierzchni Ałtaju), które przechodzą w stepy, a na wschodzie w półpustynie. Granica wiecznego śniegu znajduje się na wysokości 2200–2300 m n.p.m. na zachodzie do 3000–3500 m n.p.m. na wschodzie. W najwyższych partiach pojawiają się liczne lodowce o łącznej powierzchni ok. 900 km². W górach występuje ponad 3000 jezior (głównie pochodzenia glacjalnego), a także liczne rzeki (obszar źródłowy Obu i Irtysza) o znacznych zasobach energii wodnej (ok. 13 mln kW).
Ałtaj dzieli się na trzy zasadnicze strefy przyrodnicze: stepy, lasy i piętro wysokogórskie.

### Stepy
Stepy stanowią osobne płaty (Ujmoński, Abajski, Kajski, Teńgiński i Ursulski) wkraczające klinami w piętro lasu, a charakter ich roślinności zależy od ich gleb i skał macierzystych. Królują czarnoziemy południowe i gleby ciemnokasztanowe z wysoką zawartością próchnicy (do 8%). Rzadsze są sołonczaki. Stepy zakwitają na krótko wczesną wiosną (jaskry, sasanki, zawilce i miłki). Na stepach kamienistych obficie rośnie traganek, ostrołódka i szarotka syberyjska, a na półpustynnych – mietelnik,  Krascheninnikovia ceratoides, czy Parmelia vagans. Stepy położone w wyższych partiach górskich obfitują w pancerkę stepową (Panzeria lanata), która zawiera dużą ilość olejków eterycznych. Uprawiana jest wczesnodojrzewająca odmiana pszenicy, tzw. ujmonka.
Faunę stepów reprezentują: susły, kazarka rdzawa, żuraw stepowy i białorzytka płowa. Licznie występują dołczany.

### Stepy wysokogórskie
Występuje tu ostry klimat, zimy są mroźne (do -48°C), wiatry silne, a pokrywa śnieżna mała, zwiewana (około 7 cm). Roślinność jest uboga, rozproszona i niskorosła, zbliżona do kamienistych stepów północnej Mongolii. Rosną tu m.in.: osetnica żwirowa (Stipa glareosa), Stipa splendens, Dontostemon perennis, traganek i Caragana bungei. Fauna tego piętra ma głównie cechy mongolskie. Charakterystyczne gatunki to gazela czarnoogonowa, gęś tybetańska, myszołów mongolski, pustynnik zwyczajny i śnieżka mongolska. Hodowane są jaki oraz sarłyki, czyli mieszańce krów i jaków.

### Lasy
Lasy pozbawione są rozleglejszych bagien, a runo jest obfitsze niż w tajdze. Królują limba, modrzew, jodła, świerk i sosna z domieszką brzozy i osiki. W Ałtaju Północno-Wschodnim dominuje tzw. czerń, czyli lasy świerkowo-jodłowo-limbowe zbliżone do syberyjskiej tajgi nizinnej, z którą się zlewają. Powyżej 700 m n.p.m. zanika sosna, powyżej 1500 m n.p.m. – brzoza, a najwyżej sięgają modrzew i limba (najwyżej rosnące limby zanotowano na wysokości 2580 m n.p.m.). Na dużej wysokości trafiają się brzozy niskie. Istotnym elementem krajobrazu są obszerne pogorzeliska (starsze i nowsze). Przetrzymują na nich najczęściej modrzewie. Limby częściowo pozostają w postaci pni, które w ciągu 30–40 lat butwieją i dopiero padają. Pogorzeliska zarasta w pierwszej kolejności trzcinnik, wierzbówka kiprzyca i malina. Następnie podrasta brzoza i osika, następnie jodły i świerki, a w końcu limba, które wspólnie zagłuszają brzozy i osiki.
Bardzo bujnymi ekosystemami są łąki śródleśne, gdzie obficie występuje zawilec żółty, zawilec błękitny, pełnik europejski i pełnik azjatycki. Charakterystyczne są tzw. bolszetrawja, czyli łąki bylinowe, praktycznie bez traw i darni. Rosną tu m.in. ostróżka wyniosła, tojad północny i inne selerowate, jak również fiołek trójbarwny oraz gwiazdnica wielkokwiatowa, która osiąga do metra wysokości. 
Ze zwierząt w lasach żyje niedźwiedź brunatny, rosomak, kuna syberyjska, gronostaj, wiewiórka, polatucha, szczekuszka ałtajska, łoś, koziorożec, piżmowiec syberyjski, sarna i jeleń szlachetny. Z ptaków lasy zasiedla m.in. głuszec, jarząbek, kukułka, kukułka niema i orzechówka. W prześwietlonych lasach modrzewiowych żyje ponadto świergotek drzewny i paszkot.

### Piętro wysokogórskie
Piętro to w obrębie Ałtaju (od 1900 do 2400 m n.p.m.) charakteryzuje się zupełnym brakiem lasów, znacznym rozwojem łąk, zarośli brzóski polarnej oraz kobierca mchów i porostów. Występuje tu znaczne nasłonecznienie, duże wahania dobowych temperatur w lecie, znaczna siła wiatru i krótki okres wegetacyjny. Nocne przymrozki i opady śniegu zdarzają się w trakcie całego lata (głównie wieczorem i nocą, nawet do 25 cm). Pod koniec lipca pojawiają się pierwsze symptomy jesieni, a po początku września nastaje już głęboka jesień. W połowie września zalega już stała pokrywa śnieżna. 
Rośliny rosnące w tym obszarze to 297 gatunków, w tym m.in.: goryczka ałtajska (Gentiana altaica), wierzba żyłkowana i tojad południowy. 39% gatunków jest wspólnych ze strefą arktyczną. Na łąkach wysokogórskich rosną krzewy alpejskie, a najbardziej typowe z nich to: polarna brzóska okrągłolistna (Betula rotundifolia), wierzba karłowata (Salix glauca), wierzba arktyczna, wiciokrzew kosmaty (Lonicera hispida) i porzeczka złota. Wysokość porostu na położonych wyżej łąkach alpejskich wynosi 20–60 cm. Są to łąki obfite, soczyste, liczne gatunkowo (30–40 gatunków na 100 m²).
Powyżej łąk znajduje się podpiętro tundry wysokogórskiej, dzielącej się na trzy kolejne podpiętra:
- tundrę wysokogórską mszysto-porostową: zwarty kobierzec mchów z Hypnum schreberi, gajnikiem lśniącym, zarośla krzaczaste brzóski polarnej i wierzbiny na glebach torfowo-bielicowych
- tundrę wysokogórską żwirowo-porostową: odwodnione zbocza wystawione na słońce i wiatry, bogate w porosty z chrobotkiem reniferowym i płucnicą islandzką, a także z udziałem dębika ośmiopłatkowego i poduszkami Alsine arctica, sybaldii Sibbaldia tetrandra, Thermopsis alpina, Adenophora tricuspidata oraz Eritrichium villosum
- tundrę wysokogórską kamienistą: przylega do granicy wiecznego śniegu z nielicznymi roślinami wyższymi o charakterze zdecydowanie alpejskim[2]

Fauna wysokich gór jest różnorodna. Wypasają się tu sarny, jeleń szlachetny, łoś, piżmowiec syberyjski, koziorożec syberyjski i owca ałtajska. Na Płaskowyżu Czułyszmańskim żyją renifery. Gryzonie reprezentowane są m.in. przez Ochotona alpina alpina, szczekuszkę mongolską. Bobak ałtajski (Marmota baibacina baibacina) jest pozyskiwany dla futerek i aklimatyzowany był w Dagestanie oraz Baszkirii. Z lasów zachodzą tu niedźwiedź brunatny, lis i wilk. Rzadziej napotykany jest manul, kot stepowy, wilk górski, a najrzadziej irbis śnieżny. Z ptaków występują: pardwa, podróżniczek ałtajski (Cyanecula svecica), siwerniak, jer ałtajski oraz mornel. W tundrze kamienistej żyje ułar ałtajski, wrończyk, wieszczek alpejski, śnieżka zwyczajna i płochacz pstry. Z owadów dużo jest trzmieli, much i muchówek.
W Republice Ałtaju utworzono w 1932 roku Rezerwat Ałtajski (pow. 881238 ha). W 1998 roku rezerwat pod nazwą „Złote góry Ałtaju” został wpisany na listę Światowego Dziedzictwa UNESCO, a w 2009 roku na listę rezerwatów biosfery.